# Jean-Étienne Montucla

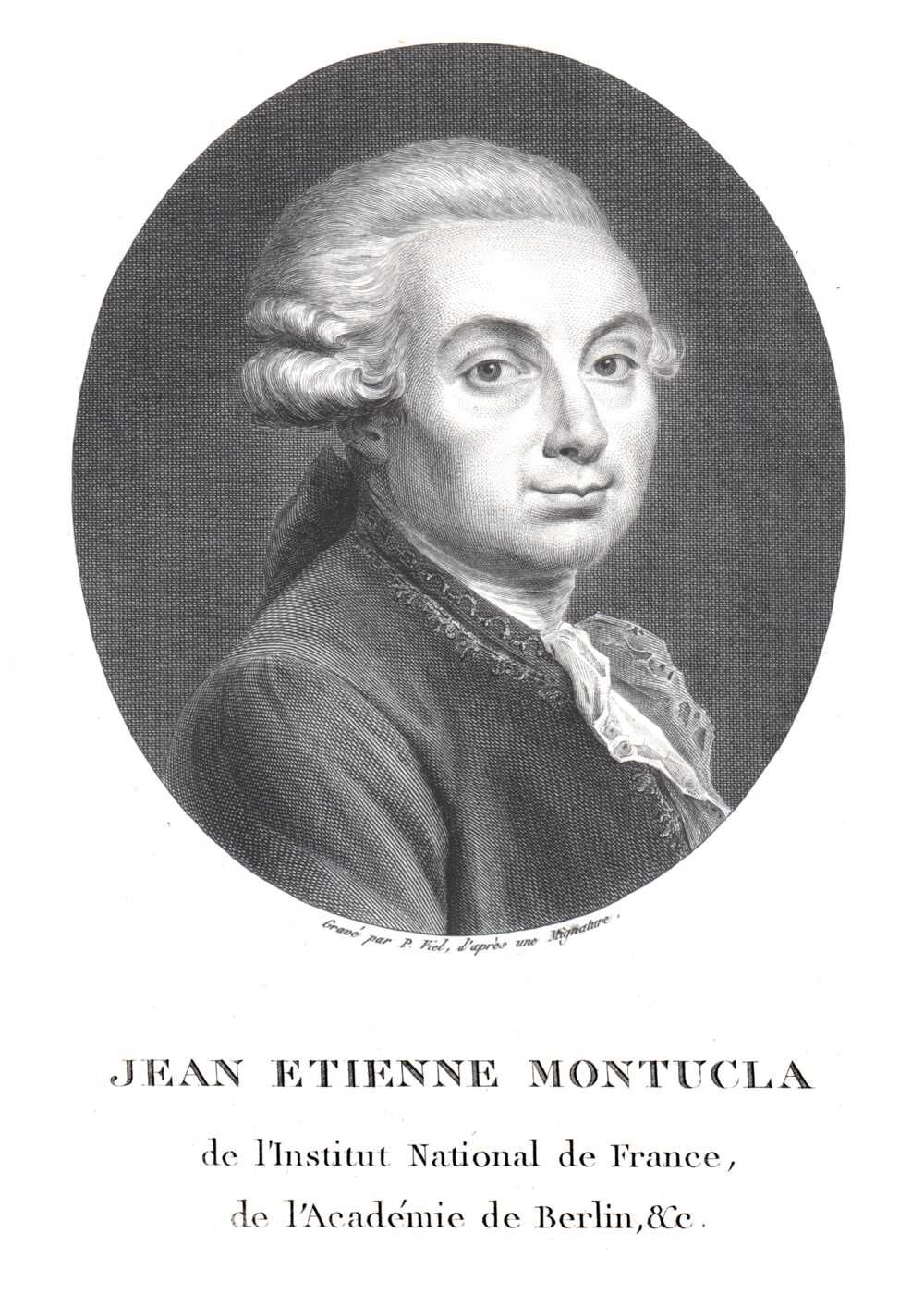
Jean-Étienne Montucla

Jean-Étienne Montucla (n. 5 septembrie 1725, Lyon — d. 18 decembrie 1799, Versailles) a fost un matematician francez, autor al Istoriei matematicii (1758).

## Biografie

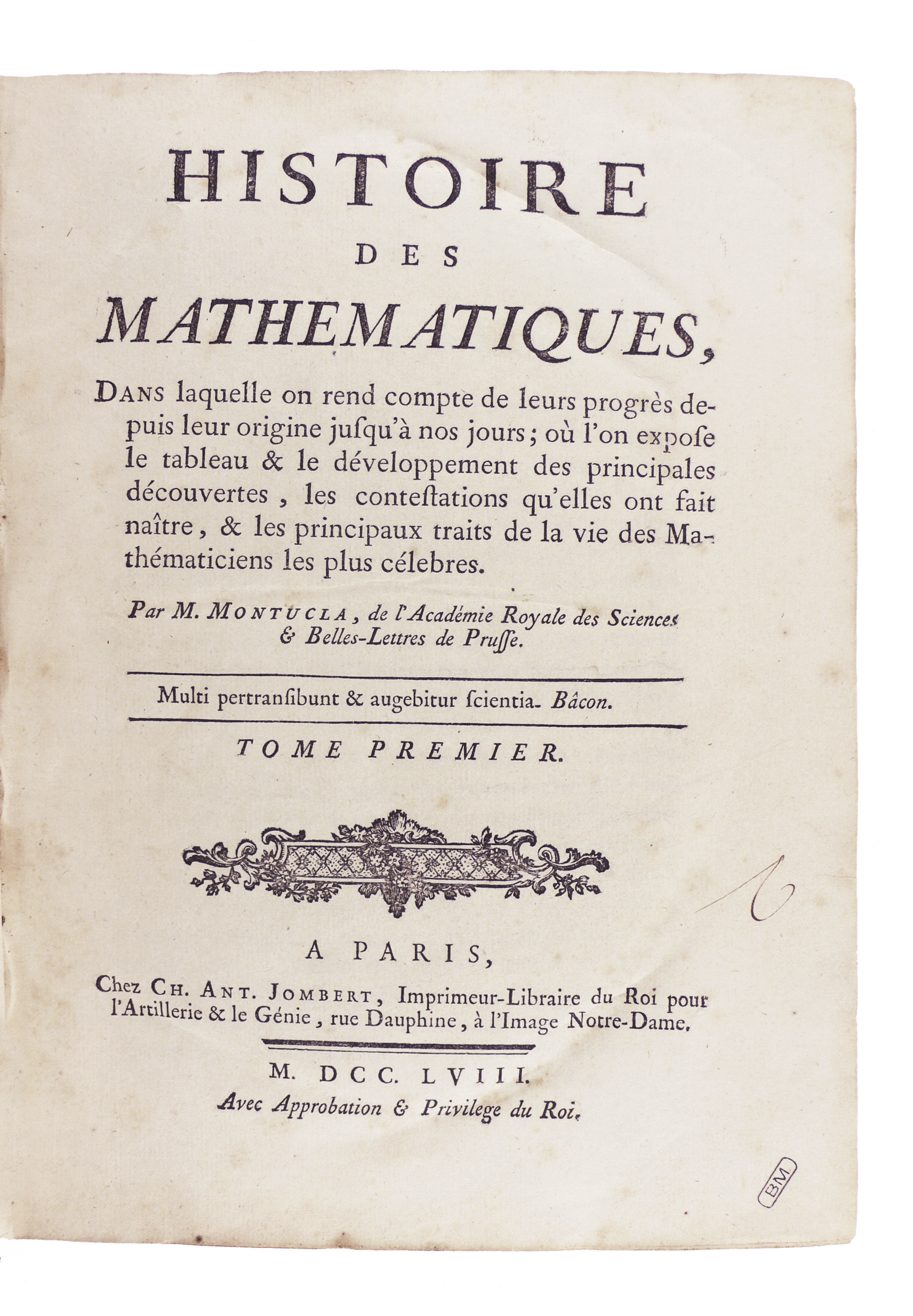
Histoire des mathématiques, 1758.

Născut la Lyon, fiu de comerciant, Jean-Étienne Montucla urmează o școală a iezuiților. Se înscrie la cursuri de drept la Toulouse, însă renunță la acestea și se stabilește la Paris, unde îl întâlnește pe Jean le Rond d'Alembert. Aici, ocupă un post de corector de lucrări științifice.
Publică anonim lucrarea Histoire des recherches sur la quadrature du cercle, care anunță interesul autorului pentru istoria matematicii. Patru ani mai târziu, în 1758, publică Istoria matematicii în 2 volume, care se dorește a reprezenta starea de cunoaștere asupra științei matematicii din acea epocă.
În același an este numit secretar la Grenoble, iar în 1764 secretar pentru stabilirea unei colonii la Cayenne. Anul următor este numit cenzor regal la redactarea lucrărilor de matematică.
Participă la redactarea Recreațiilor matematice și fizice ale lui Jacques Ozanam, publicate în 1778, care conțin probleme de matematică și fizică.
Partizan al monarhiei, Revoluția franceză îl privează de privilegiile și rangul dobândit. În 1794 primește totuși o primă, iar în 1795 i se propune catedra de matematică la o școală pariziană, pe care însă acesta o refuză, ca urmare a unor probleme de sănătate. În 1798, atunci când este publicat primul volum din cea de-a doua ediție a Istoriei matematicii, îl regăsim în continuare într-o situație precară.
După moartea sa, între anii 1799-1802, Jérôme Lalande publică o versiune mai mare, în patru volume, a Istoriei matematicii.